# Somerset (contea di Somerset, Pennsylvania)
Somerset è un comune (borough) degli Stati Uniti d'America, situato nello stato della Pennsylvania, nella contea di Somerset, della quale è il capoluogo.